# Ma Thida
Ma Thida (en birman မသီတာ), née vers 1966, est une chirurgienne birmane, écrivaine, militante des droits de l'homme et ancienne prisonnière d'opinion. Elle a publié sous le pseudonyme Suragamika qui signifie « brave voyageur ». Au Myanmar, Thida est surtout connue comme une intellectuelle de premier plan, dont les livres traitent de la situation politique du pays. Elle a travaillé comme journaliste pour un magazine mensuel pour la jeunesse birmane et pour un hebdomadaire. Elle a été chirurgienne à l'hôpital musulman gratuit, qui fournit des services gratuits aux malades démunis.

## Biographie
Ma Thida a étudié la médecine dans les années 1980, obtenant un diplôme en chirurgie, et a également commencé à écrire assez jeune. Elle a dit : « Je voulais devenir écrivain parce que je veux partager ce que j'observe autour de moi, comme la pauvreté ». Son intérêt pour les soins de santé s'est développé après être tombé malade dans son enfance.
En octobre 1993, elle a été condamnée à vingt ans de prison dans la prison d'Insein pour « mise en danger de la paix publique, contact avec des organisations illégales et distribution de publications illégales ». En fait, elle soutenait activement Aung San Suu Kyi, lauréate du prix Nobel de la paix et fondatrice du principal parti d'opposition en Birmanie. Elle a servi près de six ans dans des conditions insalubres, la plupart du temps en solitaire. Elle a contracté la tuberculose sans accès adéquat aux soins médicaux.
Au cours de cette période, elle a reçu plusieurs prix internationaux relatifs aux droits de l'homme, dont le Reebok Human Rights Award (1996) et le PEN / Barbara Goldsmith Freedom to Write Award (1996). Ma Thida a dit : « Sans le vipassana (méditation bouddhiste), je n'aurais pas surmonté les difficultés indicibles auxquelles j'ai été confronté en prison ». En 1999, elle a été libérée pour « raison humanitaire » après avoir purgé cinq ans et demi de prison. Elle a été libérée en raison de son état de santé déclinant, de la pression politique croissante et des efforts d'organisations de défense des droits humains comme Amnesty International et PEN International. Plus tard, elle a présidé le Pen Myanmar. En 1996, elle a reçu le prix de l'année PEN / Barbara Goldsmith Freedom to Write, mais elle est restée en prison jusqu'en 1999.
De 2008 à 2010, elle a vécu aux États-Unis en tant que boursière du projet international des écrivains à l'université Brown et membre du Radcliffe Institute for Advanced Studies de l'Université Harvard.
Son premier livre était The Sunflower, qui n'a été publié en Birmanie qu'en 1999, car il a été interdit lors de sa sortie internationale au début des années 1990. Le livre soutient que le peuple birman attend beaucoup de l'icône de la démocratie Aung San Suu Kyi, ce qui en a fait «une prisonnière d'applaudissements. The Roadmap (2012) est une histoire fictive basée sur les événements de la politique birmane de 1988 à 2009. Le livre en langue birmane Sanchaung, Insein, Harvard est un livre des mémoires, comme son titre l'indique, sur ses débuts à Sanchaung, son emprisonnement à Insein et son séjour à Harvard aux États-Unis.
Au mois de juillet 2016, la traduction anglaise de ses mémoires de prison Sanchaung, Insein, Harvard a été publiée dans le monde entier sous le titre Prisoner of Conscience: My Steps through Insein par Silkworm, maison d'édition thaïlandaise.
Elle a reçu le prix Disturbing the Peace 2016 décerné par la Vaclav Havel Library Foundation, pour ses valeurs humanitaires et pour avoir subi une persécution injuste pour ses croyances. En 2016, elle a été élue au conseil d'administration de PEN International lors du 82e Congrès international de PEN qui s'est tenu en Galice, en Espagne.
En 2018, elle reçoit le prix des écrivains de l'Asie du Sud-Est pour la Birmanie (SEA Write Award, l'équivalent du prix Goncourt en Asie du Sud-Est).

## Œuvres principales
- The Sunflower (1999)
- In the Shade of an Indian Almond Tree (1999)
- Sweet and spicy honey mud (1999)
- Insight of colorful lights and beyond esthetic border (1999)
- One, Zero and Ten for Teens (2003)
- Message to Teen (2011)
- Translation of Japanese Women's Poems (2011)
- The Roadmap (2011)
- Sanchaung, Insein, Harvard (2012)
- A Letter for Daw Aung San Suu Kyi(2013)
- The imperishable dictum (2014)
- Brown to Crimson (2014)[11].
- What is independent citizen's spirit? (2014)
- Youths who dare to live and compete (2014)
- Nothing to lose but your life (2015)
- From Selfishness to Leaving from Fear (2015)
- Prisoner of Conscience: My Steps through Insein (2016)
- Writing of Ma Thida (2016)